# Jiří Skalák
Jiří Skalák (* 12. März 1992 in Pardubice, Tschechoslowakei) ist ein tschechischer Fußballnationalspieler. Der im offensiven Mittelfeld und als Mittelstürmer einsetzbare Spieler spielte zwischen September 2015 und November 2018 siebzehnmal für die Tschechische Republik und steht seit 2023 bei Dynamo Budweis unter Vertrag.

## Karriere

### Verein
Skalák bekam 2010 seinen ersten Profivertrag beim tschechischen Rekordmeister Sparta Prag, wurde aber zunächst nur in der zweiten Mannschaft in der Zweiten Liga eingesetzt, für die er in drei Spielzeiten in 30 Spielen vier Tore erzielte. Im August 2011 wurde er an den slowakischen Erstligisten MFK Ružomberok verliehen. Dort gelangen ihm in 27 Spielen drei Tore. Zu Beginn der Saison 2012/13 kehrte er nach Prag zurück und kam in sieben Ligaspielen der ersten Mannschaft zum Einsatz und blieb dabei ohne Torerfolg. In der UEFA Europa League 2012/13, bei der Prag die Gruppenphase erreichte, kam er in sieben Spielen zum Einsatz, konnte aber auch dort kein Tor erzielen. Als Zweiter hinter Olympique Lyon erreichten sie das Achtelfinale, wo sie am späteren Sieger FC Chelsea scheiterten. Da spielte er aber schon nicht mehr für Prag, denn am 1. Januar 2013 war er an den Ligakonkurrenten 1. FC Slovácko verliehen worden, für den er in neun Spielen auch kein Tor erzielen konnte.
Zur Saison 2013/14 kehrte er wieder nach Prag zurück, wurde aber nach drei Spielen ohne Tor und dem Aus in der 2. Qualifikationsrunde der UEFA Europa League 2013/14 an den Ligakonkurrenten FC Zbrojovka Brünn verliehen. Hier gelangen ihm in 24 Ligaspielen drei Tore. Zur 2014/15 wurde er an den direkten Konkurrenten FK Mladá Boleslav verliehen. Mit Boleslav scheiterte er in der UEFA Europa League 2014/15 in der 3. Qualifikationsrunde, nachdem er noch in der 2. Qualifikationsrunde gegen NK Široki Brijeg mit zwei Toren zum Weiterkommen beigetragen hatte. Im Pokal erreichte er mit Boleslav das Halbfinale, scheitert dort aber an FK Baumit Jablonec. Nach 24 Ligaspielen mit sechs Toren und dem vierten Platz in der Endabrechnung, wurde er dann 2015 komplett übernommen. Im folgenden Jahr wurde er aber nach 16 Ligaspielen mit sechs Toren und dem Aus in der 2. Qualifikationsrunde der UEFA Europa League 2015/16 an den englischen Zweitligisten Brighton & Hove Albion abgegeben. Mit den „Seagulls“ verpasste er als Dritter knapp den direkten Aufstieg in die Premier League und scheiterte dann im Aufstiegs-Playoff-Halbfinale am Sechsten Sheffield Wednesday. Ein Jahr später konnte er dann mit dem Verein als Zweiter der EFL Championship 2016/17 in die Premier League aufsteigen, kam dort aber nicht zum Einsatz. Nach einem Engagement beim FC Millwall in der zweiten Liga, kehrte er 2021 zum FK Mladá Boleslav zurück. Nach drei Spielzeiten wechselte er zu Dynamo Budweis.

### Nationalmannschaft
Skalák durchlief alle tschechischen Juniorenmannschaften ab der U-16. Mit der U-19-Mannschaft überstand er im September 2009 die erste Qualifikationsrunde für die U-19-Fußball-Europameisterschaft 2010, im Mai 2010 scheiterten die Tschechen aber in der zweiten Qualifikationsrunde an Italien. Erfolgreicher waren die Tschechen in den beiden Qualifikationsrunden für die U-19-Fußball-Europameisterschaft 2011 und bei der Endrunde verloren sie erst das Finale in der Verlängerung mit 2:3 gegen Rekordsieger Spanien.
Mit der U-21-Mannschaft nahm er an der U-21-Fußball-Europameisterschaft 2015 in seiner Heimat teil, bei der die Mannschaft aber in der Gruppenphase ausschied und damit auch die Teilnahme an den Olympischen Spielen 2016 verpasste.
Im September 2015 kam er dann in der Qualifikation für die EM 2016 gegen Kasachstan zu seinem ersten A-Länderspiel. Er stand dabei in der Startelf, wurde aber zur zweiten Halbzeit beim Stand von 0:1 ausgewechselt und seinen Mitspielern gelang es dann noch das Spiel zu drehen. Im nächsten Spiel gegen Lettland saß er dann nur auf der Bank, wurde in den beiden letzten Spielen aber wieder eingesetzt, bei denen sich die Tschechen für die EM-Endrunde qualifizierten. Auch in den folgenden Freundschaftsspielen kam er zum Einsatz, blieb bisher aber ohne Torerfolg.
Am 19. Mai wurde er in den vorläufigen EM-Kader mit 28 Spielern berufen und dann auch für den endgültigen Kader berücksichtigt. Seinen einzigen EM-Einsatz hatte er im zweiten Spiel gegen Kroatien, in dem er in der Startelf stand, aber bei einem 0:2-Rückstand im Schlussdrittel ausgewechselt wurde. Das Team überstand die Gruppenphase nicht.
In den auf die EM folgenden Qualifikationsspielen für die WM 2018 kam er nur in den ersten vier Spielen zum Einsatz, wobei er je zweimal ein- und ausgewechselt wurde. Da die Tschechen bereits nach acht Spielen keine Chance mehr hatten sich für die WM zu qualifizieren, war eine WM-Teilnahme für ihn nicht möglich.

## Erfolge
- U-19-Vizeeuropameister 2011